# 美國退伍軍人事務部
美国退伍军人事务部 （英語：United States Department of Veterans Affairs，缩写：VA），成立于1989年，是为美国退伍军人及家属提供服务的聯邦政府内阁部门。

## 沿革
1930年7月21日，美国联邦政府成立退伍軍人管理局。
1989年，美国总统签署法案，成立美国退伍军人事务部，退伍军人事务部具体为服务对象提供伤残赔偿金、养老金、教育、住房贷款、人寿保险、职业康复、遗属福利、医疗福利和安葬等权益及服务。退伍军人事务部的前身为1930年成立的退伍军人管理局。
2009年总预算约为876亿美元，共雇佣了大约34.5万人。2012年，预算为1320亿美元，2014年为1527亿美元。

## 使命

### 主要使命
主要工作是照顧那些在美國軍隊服役的人及其家人、護理人員和倖存者。
除了主要使命外，退伍軍人管理局還執行四個具體使命，以兌現我們對退伍軍人和其他受益人的承諾。

### 退伍軍人醫療保健
退伍軍人管理局的退伍軍人健康管理局是美國最大的綜合醫療保健網絡，擁有 1,255 個醫療保健機構，每年為 900 萬名登記退伍軍人提供服務。

### 退伍軍人福利
退伍軍人可以獲得一系列福利，幫助他們在他們為保衛的國家過渡到平民生活。透過退伍軍人福利管理局，退伍軍人管理局幫助現役軍人退役，並在教育、房屋貸款、人壽保險等方面提供協助。

### 國家公墓
國家公墓管理局(National Cemetery Administration, NCA)的工作是確保那些為這個國家服務的人永遠不會被遺忘。 NCA 將150 多個墓地作為國家聖地，為退伍軍人和符合資格的家庭成員提供有尊嚴的埋葬服務，並在退伍軍人遺產紀念館提供數位紀念，以紀念他們的遺產、服務和為國家做出的犧牲。

### 第四個使命
退伍軍人事務部的「第四個使命」是透過制定計劃並採取行動，確保為退伍軍人提供持續的服務，並支持國家、州和地方的緊急管理，從而提高國家應對戰爭、恐怖主義、國家緊急情況和自然災害的準備能力、公共衛生、安全和國土安全的努力。

## 机构设置
美国退伍军人事务部设部长（Secretary，行政等级第一级）、（Deputy Secretary，行政等级第二级）、副部长（Under Secretary，行政等级第三级）、助理部长（Assistant Secretary，行政等级第四级〔相当于司局长级〕）四级官员。
所属机构和大学
- 国立退伍军人事务大学
- 美国国家公墓管理局（英语：United States national cemetery）
- 退伍军人福利管理局（英语：Veterans Benefits Administration）
- 退伍军人医疗管理局（英语：Veterans Health Administration）
- 退伍军人事务部警察

所属委员会、办公室和图书馆
- 国立退伍军人事务图书馆
- 国际事务办公室
- 安全办公室
- 应急管理办公室
- 退伍军人事务统计办公室
- 退伍军人事务情报办公室
- 退伍军人事务总监察长
- 退伍军人申诉委员会
- 信仰和社区活动中心
- 少数退伍军人中心
- 退伍军人企业中心
- 女性退伍军人中心
- 咨询委员会管理办公室
- 就业歧视诉讼裁决办公室
- 幸存者援助办公室
- 采购、物流和建设办公室
- 资讯和技术办公室
- 小型和弱势职业利用办公室
- 退伍军人服务机构联络办公室
- 采购和材料管理办公室
- 职业安全与卫生办公室
- 政策、计划和准备办公室
- 规章政策和管理办公室
- 研究和发展办公室（英语：Veterans Health Administration Office of Research and Development）
- 社区门诊诊所（CBOCs）
- 区域医疗中心